# 22. Jahrhundert v. Chr.
Portal Geschichte | Portal Biografien | Aktuelle Ereignisse | Jahreskalender | Tagesartikel

◄ |
4. Jt. v. Chr. |
3. Jahrtausend v. Chr. | 2. Jt. v. Chr.  ►

◄ |
24. Jh. v. Chr. |
23. Jh. v. Chr. |
22. Jahrhundert v. Chr. |
21. Jh. v. Chr. |
20. Jh. v. Chr. |
►
Das 22. Jahrhundert v. Chr. begann am 1. Januar 2200 v. Chr. und endete am 31. Dezember 2101 v. Chr. Dies entspricht dem Zeitraum 4150 bis 4051 vor heute oder dem Intervall 3782 bis 3718 Radiokohlenstoffjahre.

## Zeitalter/Epoche

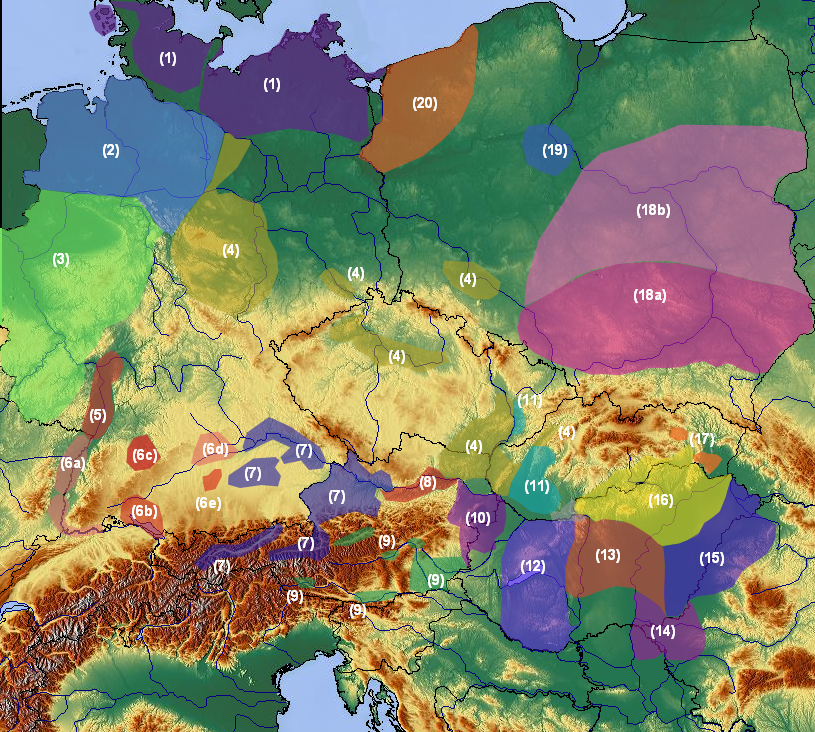
Verteilung der mitteleuropäischen archäologischen Kulturen und Gruppen während der Phase BA1 (Bz A1, 2200–2000 v. Chr.); nach dem Chronologiesystem von Paul Reinecke. (1) Dolchzeit; (2) Glockenbecherkultur; (3) Riesenbecher; (4) Aunjetitzer Kultur; (5) Adlerberg-Gruppe; (6) Frühe Bronzezeit in der Nordalpen: (6a) Oberrhein-Hochrhein gr., (6b) Singen gr., Neckar gr., Ries gr., Lech gr.; (7) Straubinger Gruppe; (8) Unterwölblinger Gruppe; (9) Frühe Bronzezeit der Südost-Alpen; (10) Wieselburger Gruppe; (11) Nitra Gruppe; (12) Kisapostag Kultur; (13) Nagyrév Kultur; (14) Perjámos Kultur; (15) Ottomány culture; (16) Hatvan Kultur; (17) Košťany Kultur; (18) Mierzanowice-Gruppe: (18a) südliche Zone, (18b) nördliche Zone; (19) Dobre Gruppe

- Subboreal in Nordwesteuropa (3710 bis 450 v. Chr.).
- Um 2200 v. Chr. endet die Jungsteinzeit bzw. die Kupfersteinzeit in Mitteleuropa und die frühe Bronzezeit beginnt.[1]

## Ereignisse/Entwicklungen
- 22. Jahrhundert v. Chr.:
  - In der Wüste Karakum tritt die Oasenkultur in Erscheinung.[2]
  - Ende der Liangzhu-Kultur in China (Beginn ca. 3300 v. Chr.).
  - Bewohner der Indus-Kultur lassen sich wegen des Abbaus von Lapislazuli in Shortugai in Afghanistan nieder.
- 22. bis 19. Jahrhundert v. Chr.:
  - In Mari regiert die Dynastie der Statthalter (šakkanakku). Verwirklicht werden große Bauvorhaben wie beispielsweise der Löwentempel, der  Palast des Zimri-Lim und der Ostpalast.
- 2207 bis 1766 v. Chr.:
  - Gründung der mythischen Xia-Dynastie durch den Jadekaiser Yu der Große.
  - Die Shang sind an der Fundstätte Erlitou nachweisbar. Hier wurden in ihrer damaligen ersten Hauptstadt Bo Spuren ihres ältesten  Palastes gefunden.
- 2200 bis 2000 v. Chr.:
  - Unruhige Zeiten in Syrien und in Palästina.  Sämtliche Städte werden niedergebrannt, wahrscheinlich von Amurritern und von Volksgruppen aus dem südlichen Anatolien, welche ihrerseits von den Luwiern verdrängt worden waren. Im Libanon wird Byblos zerstört, so dass der Handel mit Ägypten in der Folgezeit abbricht. Gegen 2000 v. Chr. sollen dann auch Ebla, Alalach und Hama der Zerstörung anheimfallen.

- Um 2200 v. Chr.:

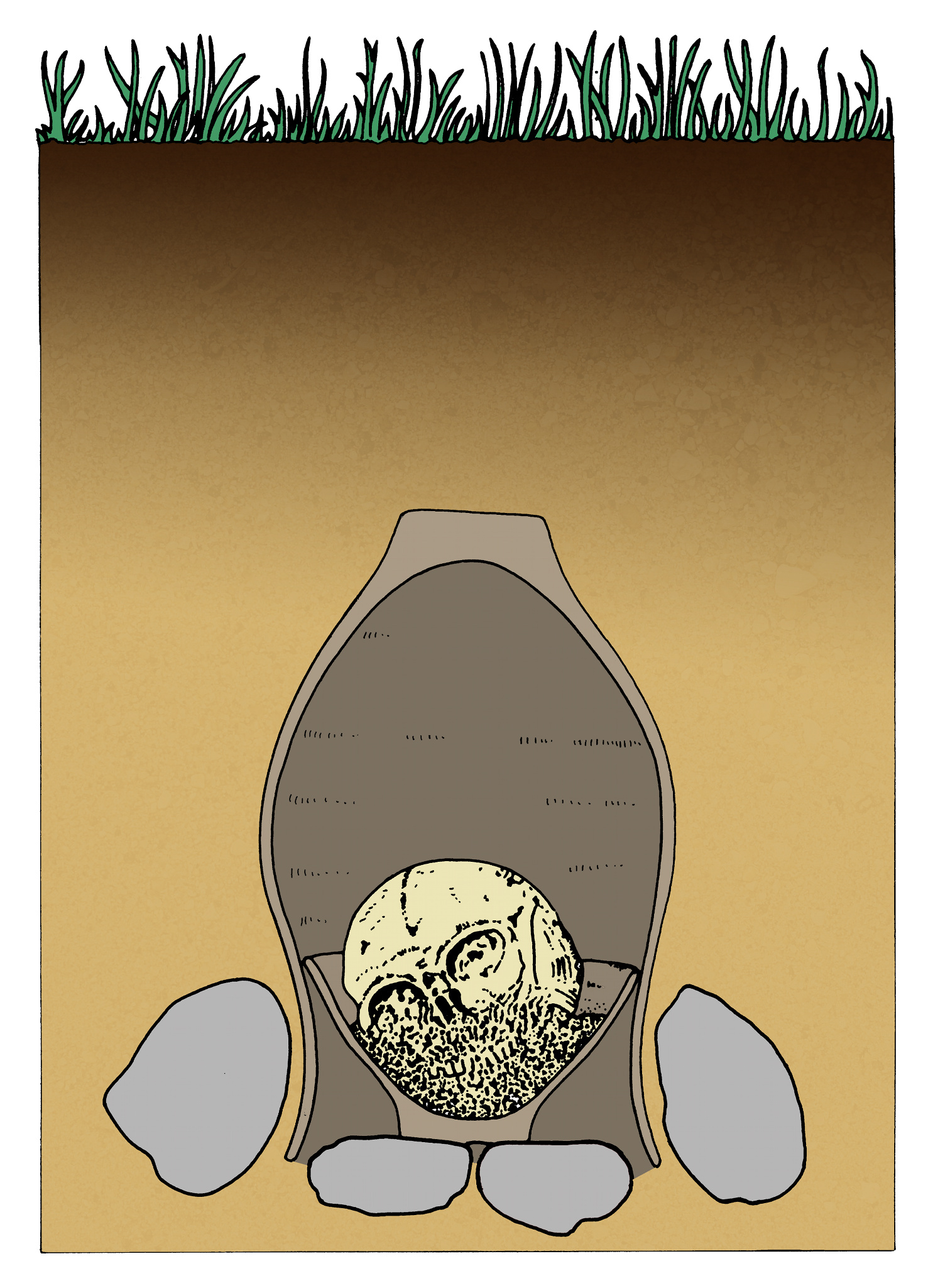
Rekonstruktion der Grabanlage von Metzendorf-Woxdorf

  - In Westanatolien werden Troja, Beycesultan, Tarsus und sämtliche Städte der Ebene von Konya niedergebrannt. Als Folge kehren große Landstriche zum Nomadentum zurück. Verantwortlich sind wahrscheinlich die Luwier, ein indogermanisches, den Hethitern verwandtes Volk, die ausgehend vom Balkan plündernd durch Thrakien zogen und dann in Kleinasien einfielen. Nach Grabbeigaben zu urteilen hatte Westanatolien damals einen gewissen Wohlstand erreicht wie dies Funde von Gefäßen aus Gold, Silber, Kupfer und Bronze, Waffen aus Gold und Eisen, erstaunliche Banner sowie Statuetten von Stieren und Hirschen  nahelegen. Die Funde stammen aus Troja, Dorak am Marmarameer (um 2300 v. Chr.) und aus Alaca Höyük (um 2200 v. Chr.).
  - In Zentralanatolien tritt erstmals eine Kultur in Kappadokien mit Zentrum in Kültepe bei Kayseri in Erscheinung. Ihre Keramik wird durch schwarz oder braun aufgemalte, geometrische Muster oder zweifarbige Bemalung auf weißem Grund charakterisiert. Kennzeichnend sind auch flache Scheiben aus Alabaster, aus denen dreieckige, stilisierte Köpfe hervorragen.
  - Schädelbestattung von Metzendorf-Woxdorf, Träger ist die Einzelgrabkultur.
- Um 2195 v. Chr.:
  - Nach der langen Regierungszeit des Pepi II. setzt in Ägypten eine dynastische Krise ein, die zum Zusammenbruch der Zentralgewalt führt.

- Um 2191 v. Chr.:

Alter Orient um 2200 v. Chr.: Auf das baldige Ende der 6. Dynastie folgt die Erste Zwischenzeit in Ägypten; Großreich Akkad

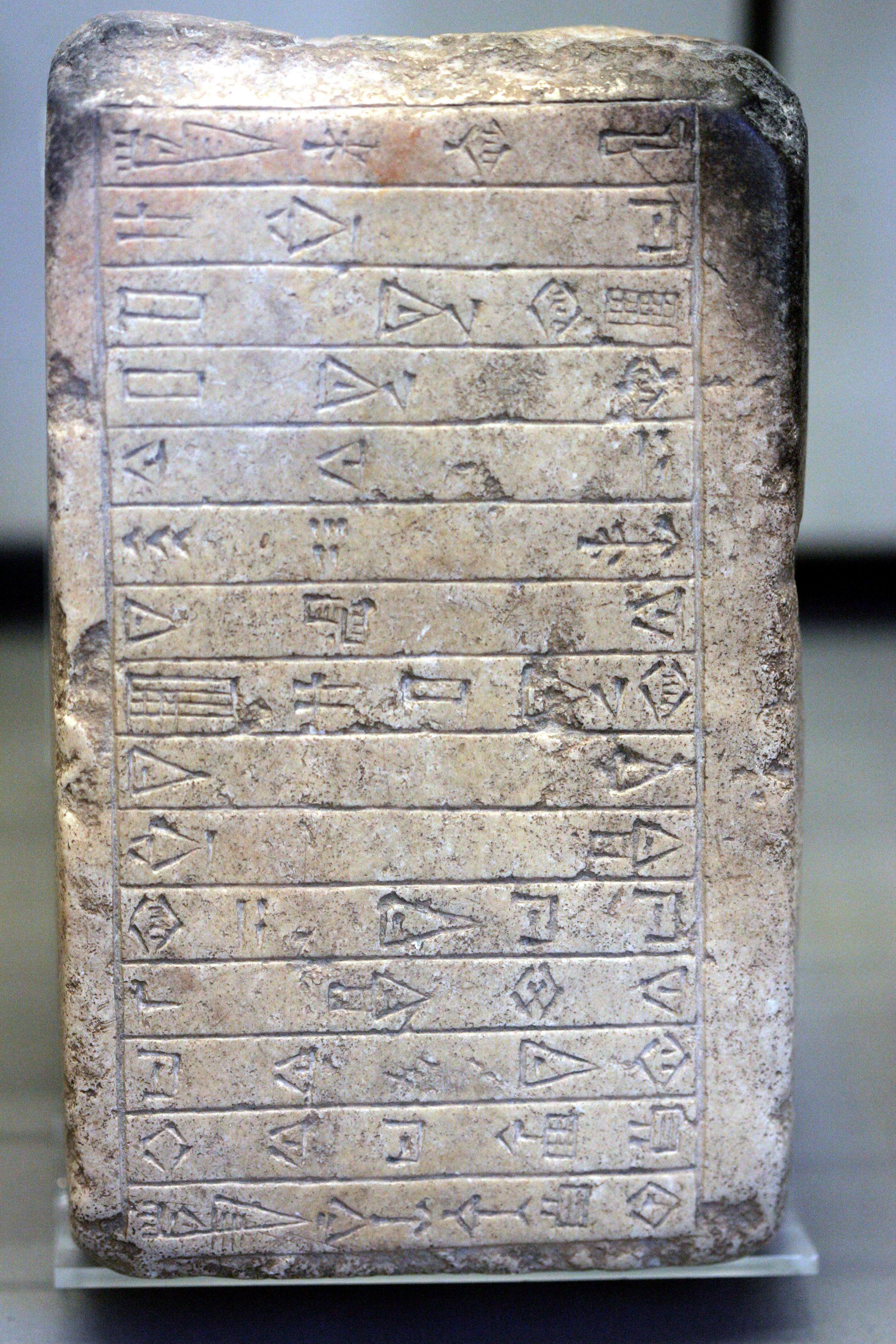
Inschrift des Lugalanatum, Gouverneur von Umma, entstanden unter dem Gutäerherrscher Ši-um, um 2125 v. Chr.

  - Die wahrscheinlich aus dem nördlichen Lorestan stammenden Gutäer dringen erstmals in das Osttigrisland ein.
- Um 2180/2150 v. Chr.:
  - Ende der 6. Dynastie und damit des Alten Reiches in Ägypten. Die Erste Zwischenzeit beginnt, die bis 2022 v. Chr. dauern wird.
  - Akkad und Sumer werden von den aus dem Zāgros-Gebirge stammenden Gutäern überrannt. Die Gutäer zerstören den Ištartempel in Assur und den Palast des Naram-Sin in Tell Brak. Siedlungen am Unterlauf der Diyala werden ebenfalls verwüstet. Sie besetzen Akkad, das einer ihrer Herrscher  (Erridu-Pizir) seinerseits  dann gegen Lulubi und Hurriter aus Kurdistan verteidigen muss. Über Sumer üben die Gutäer zwar eine nominelle Oberherrschaft aus, in Wirklichkeit machen sich aber dort in Ermangelung einer starken Zentralgewalt Autonomiebestrebungen breit.
- 2180 bis 2170 v. Chr.:
  - 7. Dynastie in Memphis. Diese nur sehr kurzlebige, ephemere Dynastie soll laut Manetho in 70 Tagen 70 Herrscher gekannt haben.
- 2170 bis 2160 v. Chr.:
  - 8. Dynastie. Manetho berichtet von 27 Herrschern in nur 42 Jahren. Die Gouverneure des Südens bilden wahrscheinlich ein eigenständiges Königreich mit Regierungssitz in Koptos. Das Nildelta im Norden befindet sich in der Hand von aus Palästina eingedrungenen Beduinenstämmen. Memphis wird nach wie vor von Nachfahren der Pharaonen des Alten Reichs regiert.
- 2160 bis etwa 2040 v. Chr.:
  - 9. Dynastie in Herakleopolis. Ihr Gründer Wahkare Cheti I. bezieht seine Macht von Mittelägypten und dem Fayum. Um 2160 v. Chr. nennt er sich wieder Herrscher von Ober- und Unterägypten, wobei er jedoch im Süden noch auf den Widerstand der Prinzen von Armant trifft.
  - Die Könige der 9. Dynastie werden von den Prinzen von Asyut und Hermopolis unterstützt. Sie unternehmen den Versuch, die ägyptischen Provinzgaue zu regruppieren und das Nildelta von den aus Asien stammenden Invasoren zu befreien.
- 2168 bis 2154 v. Chr.:
  - In Akkad regiert König Šu-Durul.
- 2155 bis 2142 v. Chr. (bzw. 2164 bis 2144 v. Chr.):
  - In Lagaš bildet sich unter dem Ensi Ur-Baba eine unabhängige und erfolgreiche Dynastie. Wiederaufbau von Girsu. Über 6400 Weber arbeiten in der Stadt.
- 2153 bis 2147 v. Chr.:
  - In Uruk gründet König Ur-nigin die 4. Dynastie.
- 2147 bis 2136 v. Chr.:
  - In Mari regiert der Statthalter (šakkanakku) Ištub-Ilum, von dem ein recht Furcht einflößendes Abbild erhalten ist.
- 2146 bis 2141 v. Chr.:
  - Herrschaft des Königs Ur-gigir in Uruk.
- 2145 bis 2043 v. Chr.:
  - Regierungszeit von Yao, dem legendären Herrscher der Xia. Er soll die Invasion der Südbarbaren zurückgehalten haben. Außerdem wird ihm die Erfindung des Schachspiels zugeschrieben.

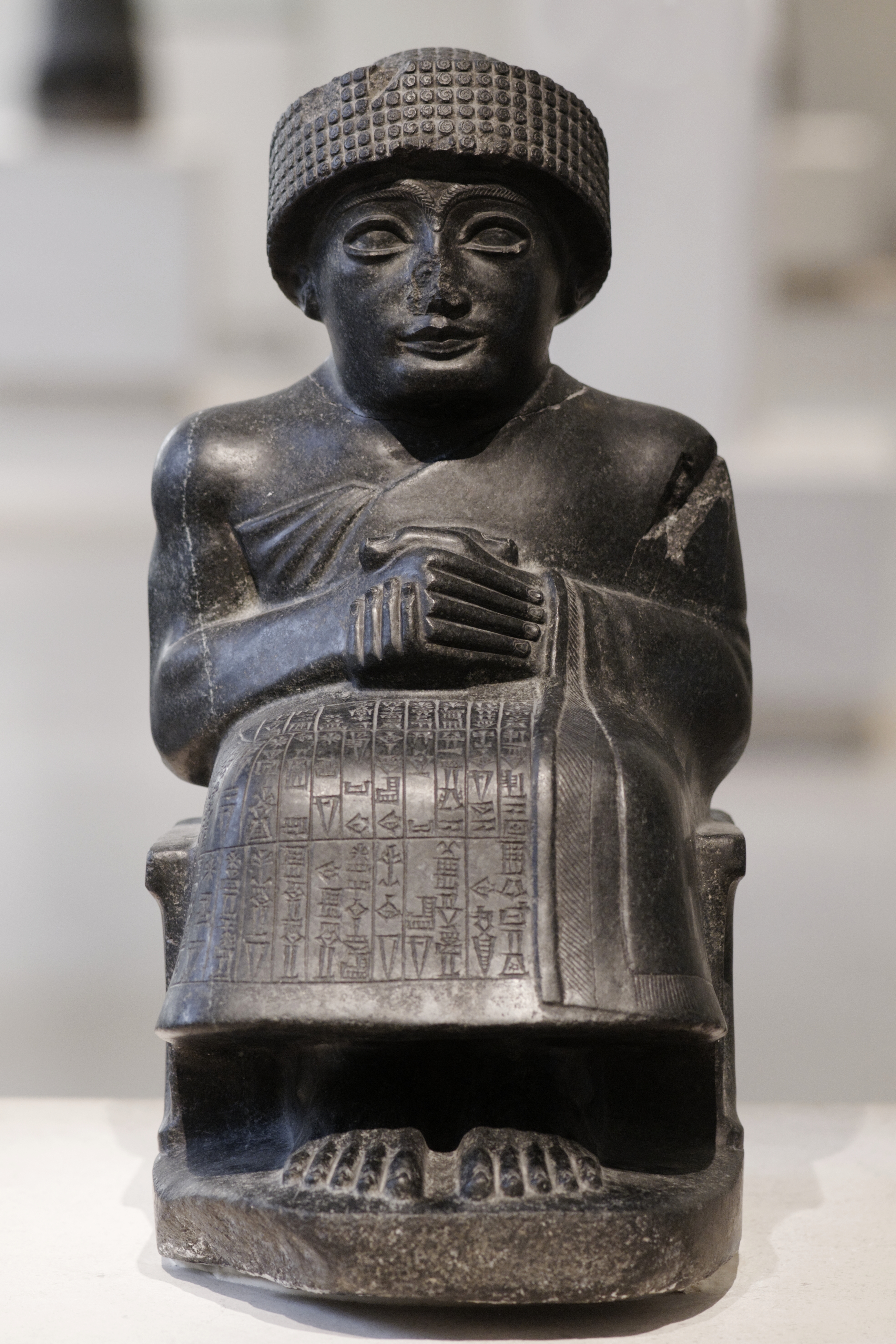
Dioritstatue Gudeas aus Girsu, um 2120 v. Chr., heute im Louvre

- 2141 bis 2122 v. Chr. (auch 2144 bis 2124 v. Chr.):
  - Gudea, der Schwiegersohn von Ur-Baba, ist Ensi von Lagaš. Als ursprünglicher Vasall der Gutäer macht er Lagaš zum Hauptzentrum der Neusumerischen Zivilisation. In Tello wurden von Gudea eine Statue aus Diorit und mehrere Fragmente gefunden.

- 2130 v. Chr.:

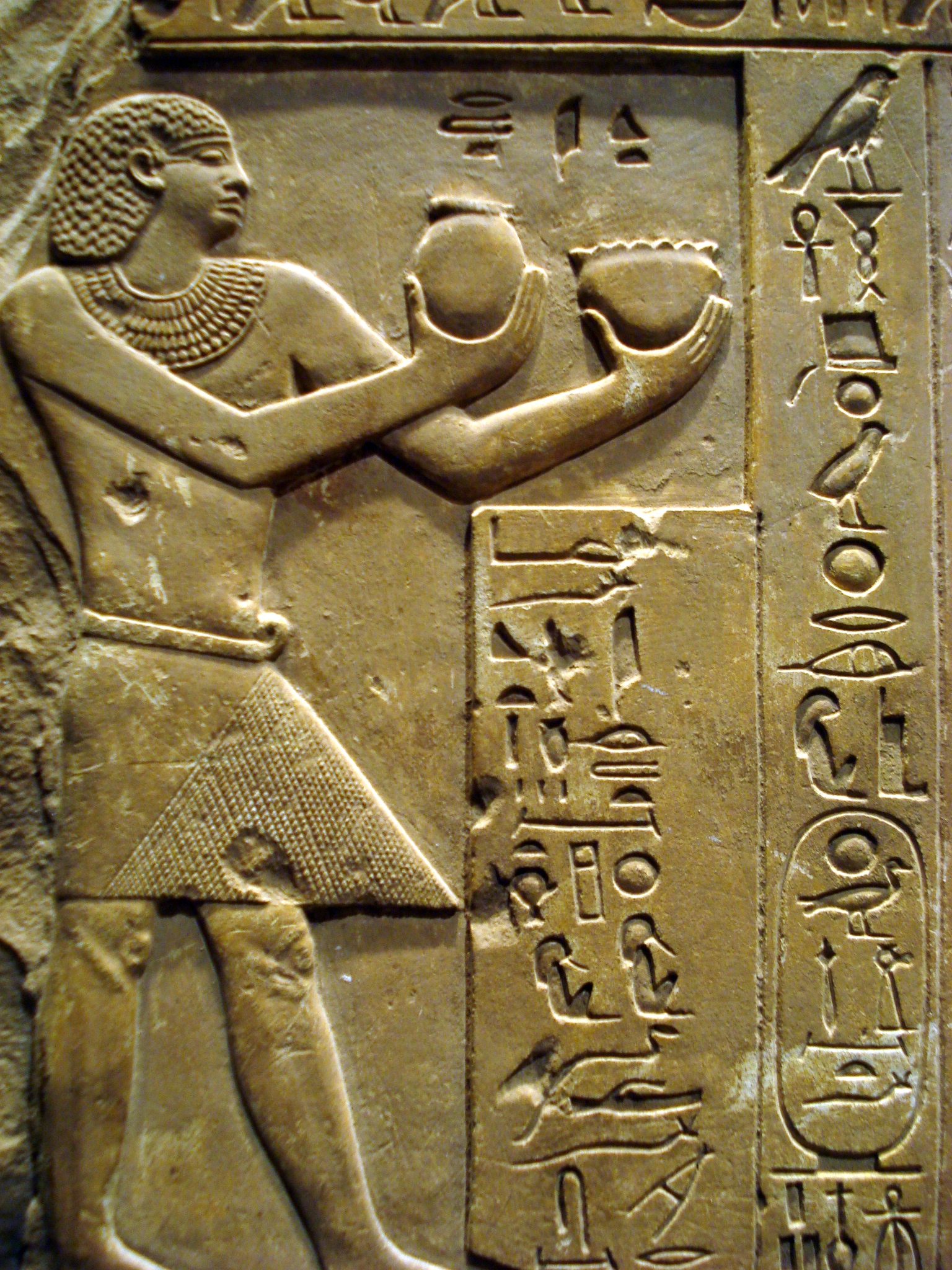
Grabstele des Antef II.

  - In Ägypten Einsetzen der 10. Dynastie, die in Herakleopolis regiert. Die schwache Zentralgewalt ist nicht mehr in der Lage, den andauernden niedrigen Nilfluten zu begegnen. Es brechen Hungersnöte aus und es kommt zu Aufständen. Die damaligen Herrschaftsstreitigkeiten und Wirtschaftskrisen  werden sehr gut in der Autobiographie des Gaufürsten Anchtifi beschrieben.
  - In etwa zeitlich parallel zur 10. Dynastie verläuft die 11. Dynastie in Theben (2160 bis 1994 v. Chr.):
    - Ihr Prinz Antef I. stürzt die Regenten von Koptos und erklärt sich selbst zum König; er rivalisiert dadurch mit den Herrschern der 10. Dynastie.
    - Die sozialen Wirrnisse der Ersten Zwischenzeit bewirken eine Änderung in der Weltanschauung der Ägypter, sowohl im religiösen als auch im politischen Bereich. Das Götterpantheon ändert sich und steht von nun an unter der Vorherrschaft von Amun-Re. Der Pharao verliert seinen absolut  göttlichen Status und wird als Vermittler zwischen den Göttern und den Menschen angesehen. Auch erscheint erstmals ein neues Bewusstsein des Menschen (Epikureismus).
    - In der Kunst ist ebenfalls eine Stiländerung zu erkennen, als Beispiel möge die Statue des Kanzlers Nachti aus Assiut dienen.
- 2123 bis 2113 v. Chr.:
  - Der König Utuḫengal gründet in Uruk die 5. Dynastie.
- 2121 bis 2118 v. Chr.:
  - Ur-ningirsu herrscht als Ensi in Lagaš.
- Um 2120 v. Chr.:
  - Utuḫengal von Uruk geht zum Angriff gegen die Gutäer über. Ihr König Tirigan versucht vergebens zu verhandeln. Nach verlorener Schlacht flieht er nach Dubrum nördlich von Umma, wird aber dort von den Bewohnern an den König von Uruk ausgeliefert. Utuḫengal nimmt den Titel „König der vier Weltgegenden“ an. Die wichtigsten Städte des beginnenden Neusumerischen Reiches werden jetzt von vom König eingesetzten Gouverneuren regiert. Ein rascher wirtschaftlicher Neuaufschwung setzt ein.
- 2117 bis 2111 v. Chr.:
  - Als Ensis herrschen Pirig-me (2117–2115), Ur-gar (2114) und Nam-mahazi (2113–2111) in Lagaš.

- Ab 2119/2112 bis 2004 v. Chr.:
  - Beginn der Ur-III-Zeit (die dritte Dynastie der sumerischen Stadt Ur), wodurch Sumer unter Ur-Nammu (2119/2112 bis 2103/2095 v. Chr.) ein letztes Mal zu einem Territorialstaat vereint wird.[3][4][5]
    - Der angeblich sehr gerechte Ur-Nammu lässt ein Gesetzeswerk ausarbeiten.
    - Einführung einheitlicher Maße und Gewichte mit positiver Auswirkung auf den Handel.
    - Wirtschaftliche Ausdehnung Sumers zum Persischen Golf.
    - Schriftlich belegt sind große Spinnereien, die vorwiegend auf Frauenarbeit basieren.
    - Zikkuratbau. Nach dem Zikkurat des Mondgottes Nanna in Ur folgen Bauten in Nippur, Uruk, Larsa, Eridu und Assur.
- 2111 bis 2023 v. Chr.:
  - Lagaš steht gegenüber Ur im Vasallenstatus.
- 2103 bis 2046 v. Chr.:
  - In Ur folgt Šulgi auf Ur-Nammu.

## Wirtschaft und Entdeckungen
- Das erste überlieferte Standardmaß ist der Fuß, definiert anhand einer Statue des Herrschers Gudea von Lagaš (26,45 cm).
- Indische Baumwolle wird nach Mesopotamien exportiert.

## Naturereignisse und -katastrophen
- Ab 2250 bis 2100 v. Chr.:
  - Das 4,2-Kilojahr-Ereignis bringt lang anhaltende, extreme Dürre nach Nordafrika, in den Nahen Osten, ans Rote Meer, auf die Arabische Halbinsel, auf den Indischen Subkontinent und ins Innere Nordamerikas. Der Zusammenbruch des Alten Reiches in Ägypten sowie des Akkadischen Reiches in Mesopotamien werden mit aller Wahrscheinlichkeit von ihm ausgelöst.[6] Die Indus-Kultur reagiert auf die lang anhaltende Dürre mit einer Verlagerung ihrer Siedlungen nach Südosten.[7] In China wird anschließend die recht hoch entwickelte Longshan-Kultur von der primitiveren Yueshi-Kultur verdrängt.
- 2138 v. Chr.:
  - Auf eine Sonnenfinsternis am 9. Mai folgt eine Mondfinsternis am 24. Mai.
- 2104/2103 v. Chr.:
  - Zeitpunkt der Sintflut gemäß dem Hebräischen Kalender.
- Um 2200 v. Chr.:
  - Die Siedlung Skara Brae auf Orkney wird möglicherweise durch eine Sturmflut vernichtet.

## Bauwerke
- 2141 bis 2121 v. Chr.:

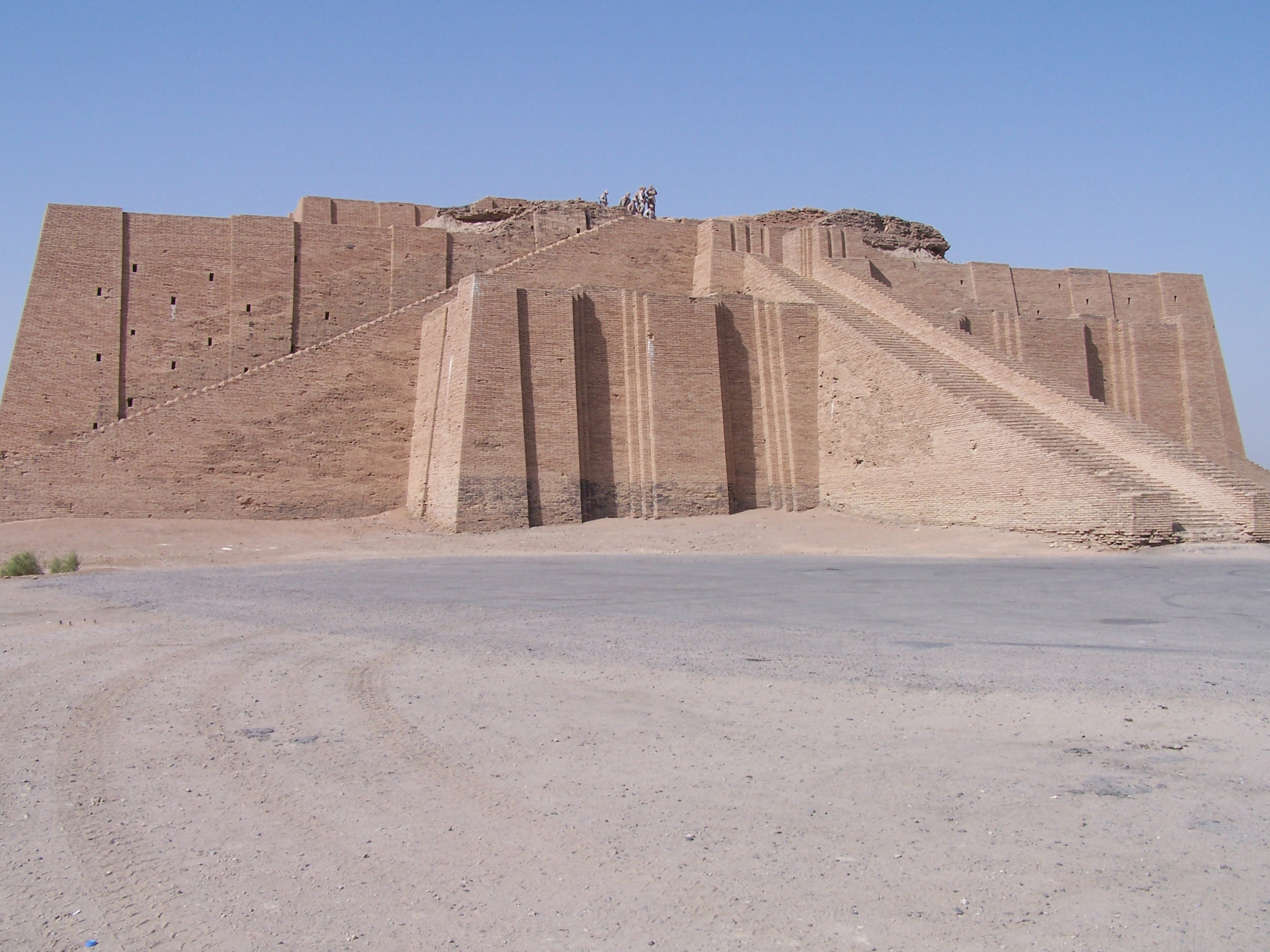
Das Zikkurat des Mondgottes Nanna in Ur

  - Gudea lässt in Girsu den Tempel des Ningirsu errichten, dessen Baumaterialien ein weit gespanntes Handelsnetz dokumentieren. Für den Bau wurden Zedern- und Buchsbaumholz sowie Bausteine aus den Amanos Dağları eingeführt, aus Nordmesopotamien, dem Zagros und aus Elam stammten Bauholz, Kupfer und Asphalt. Ebenholz, Gold, Kornalin, Lapislazuli und andere Edelsteine kamen hingegen vom Persischen Golf, von der Südküste Arabiens und vom Industal.
- Unter dem König Ur-Nammu (ca. 2112–2095 v. Chr.) und seinem Nachfolger Šulgi wird in Ur das Zikkurat des Mondgottes Nanna erbaut.

## Kunstwerke
- 2125 bis 2055 v. Chr.:
  - Modellhaus mit Garten aus Theben, 11. Dynastie. Es befindet sich jetzt im Metropolitan Museum of Art in New York City.
- Um 2120 v. Chr.:
  - Votivstatue des Gudea aus Diorit. Sie steht jetzt im Louvre.

## Schriftwerke

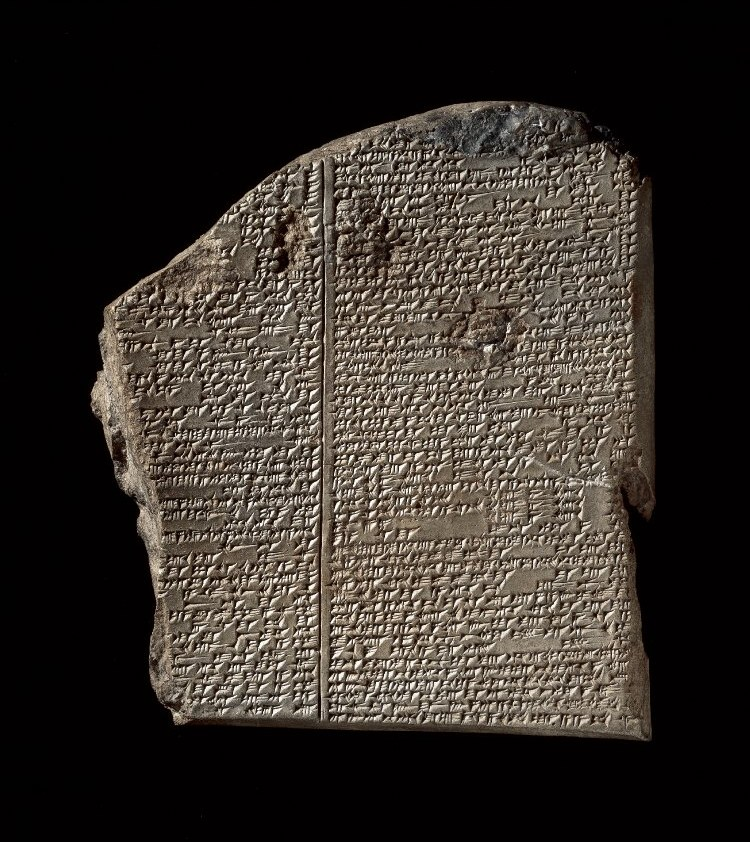
Die Sintfluttafel des Gilgamesch-Epos

- Der in Leiden aufbewahrte Papyrus Leiden I 344 als auch die Prophezeiung des Neferti beschreiben die Wirrnisse der Ersten Zwischenzeit. Diese Texte wurden jedoch erst im Mittleren Reich verfasst.
- Lehre für Meri-ka-Re, aufgezeichnet in der 18. Dynastie.
- 2150 bis 2030 v. Chr.:
  - Das Gilgamesch-Epos wird auf Akkadisch niedergeschrieben.

## Persönlichkeiten

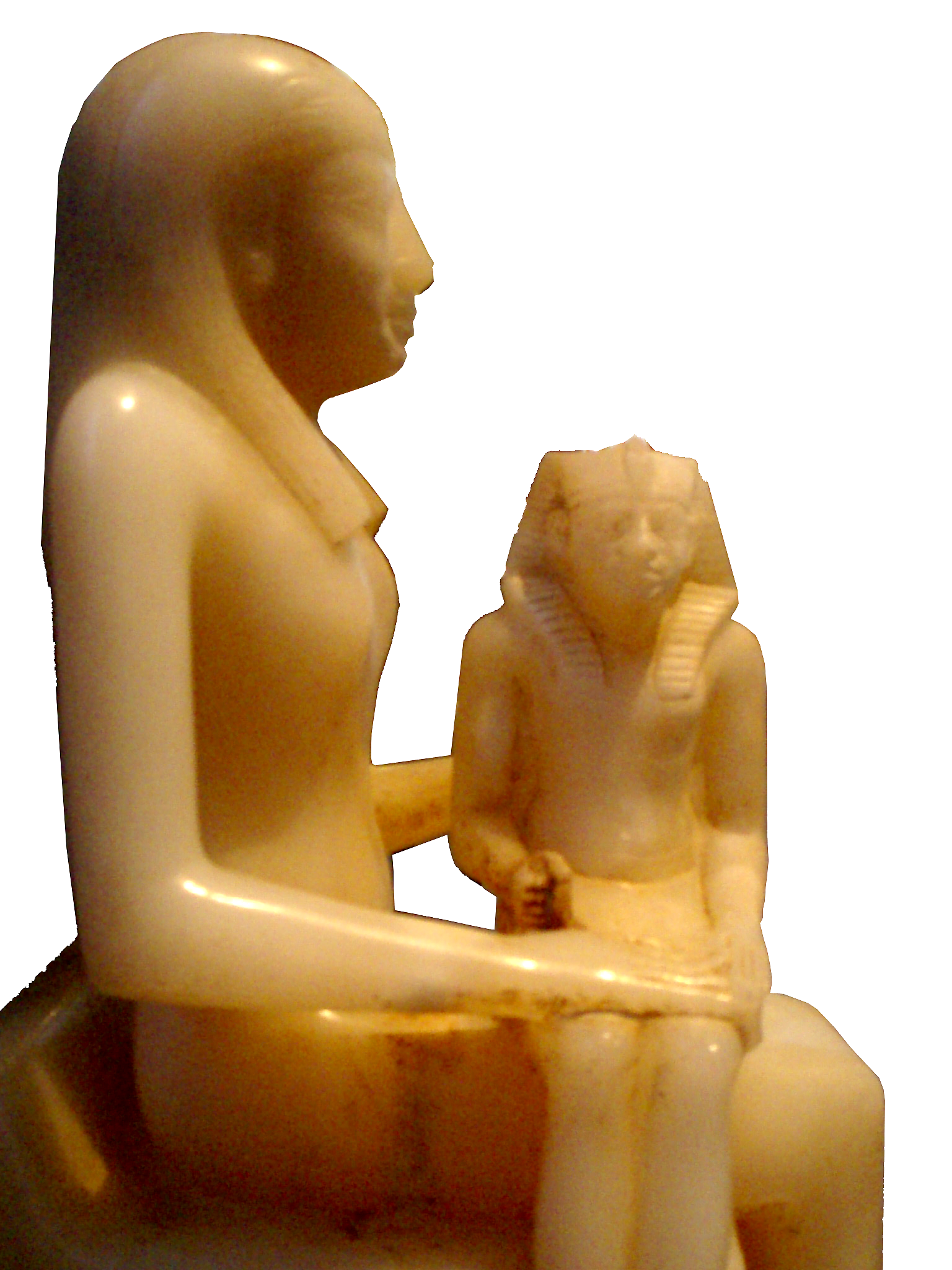
Statue des Pepi II. als Kind

Hinweis: Die Regierungsjahre lassen sich in diesem Jahrhundert noch nicht genau bestimmen. Von daher handelt es sich um ungefähre Schätzungen.

### Pharaonen von Ägypten
6. Dynastie:
- Pepi II. (2245–2180 v. Chr.)
- Nemtiemsaef II. (um 2180 v. Chr.)
- Nitokris (um 2180 v. Chr.)

8. Dynastie
- Neterikare
- Menkare
- Neferkare II.
- Neferkare Nebi
- Djedkare Schemai
- Neferkare Chendu
- Merenhor
- Neferkamin
- Nikare I.
- Neferkare Tereru
- Neferkahor
- Neferkare Pepi seneb
- Neferkamin Anu
- Qakare Ibi
- Neferkaure
- Neferkauhor Chuiuihapi
- Neferirkare II.
- Sechemkare
- Wadjkare
- Iti
- Imhotep
- Hetep
- Chui
- Isu

9./10. Dynastie:
- Wahkare Cheti I.
- Neferkare III.
- Cheti II.
- Senen…
- Neferkare Cheti III.
- Cheti IV.
- Sched…
- H…
- Meri…
- Se…(re) Cheti
- Nebkare Cheti
- Meriibre
- Merikare II.

11. Dynastie:
- Mentuhotep I. (2137 bis 2133 v. Chr.)
- Antef I. (2133 bis 2122 v. Chr.)
- Antef II. (2121 bis 2072 v. Chr.)

### Könige von Akkad
- Šar-kali-šarri (vor 2220–2193 v. Chr.)
- Dudu (2193/2189 bis 2169 v. Chr.)
- Šu-Durul (2169/2168 bis 2154 v. Chr.)

### Herrscher der Gutäer
- Inkišuš (ca. 2204 bis ca. 2198)
- Sarlagab (Sarlag) (ca. 2198 bis ca. 2195)
- Šulme (ca. 2195 bis ca. 2189)
- Elulumeš (Elulu) (ca. 2189 bis ca. 2183)
- Inimabakeš (ca. 2183 bis ca. 2178)
- Igeša-uš (ca. 2178 bis ca. 2172)
- Iarlagab (ca. 2172 bis ca. 2157)
- Ibate (ca. 2157 bis ca. 2154)
- Iarlangab (ca. 2154 bis ca. 2151)
- Kurum (ca. 2151 bis ca. 2150)
- Ḫabilkin (ca. 2150 bis ca. 2147)
- La-erabum (ca. 2147 bis ca. 2145)
- Irarum (ca. 2145 bis ca. 2143)
- Ibranum (ca. 2143 bis ca. 2142)
- Ḫablum (ca. 2142 bis ca. 2140)
- Puzuršin (ca. 2140 bis ca. 2133)
- Iarlaganda (ca. 2133 bis ca. 2127)
- Ši-um (ca. 2127 bis ca. 2120)
- Tirigan (ca. 2120 bis ca. 2119)

### König von Assyrien
- Ušpia (um 2150 v. Chr.)

### Ensis von Lagaš
- Ur-Baba (2164–2144 v. Chr.)
- Gudea (2144–2124 v. Chr.)

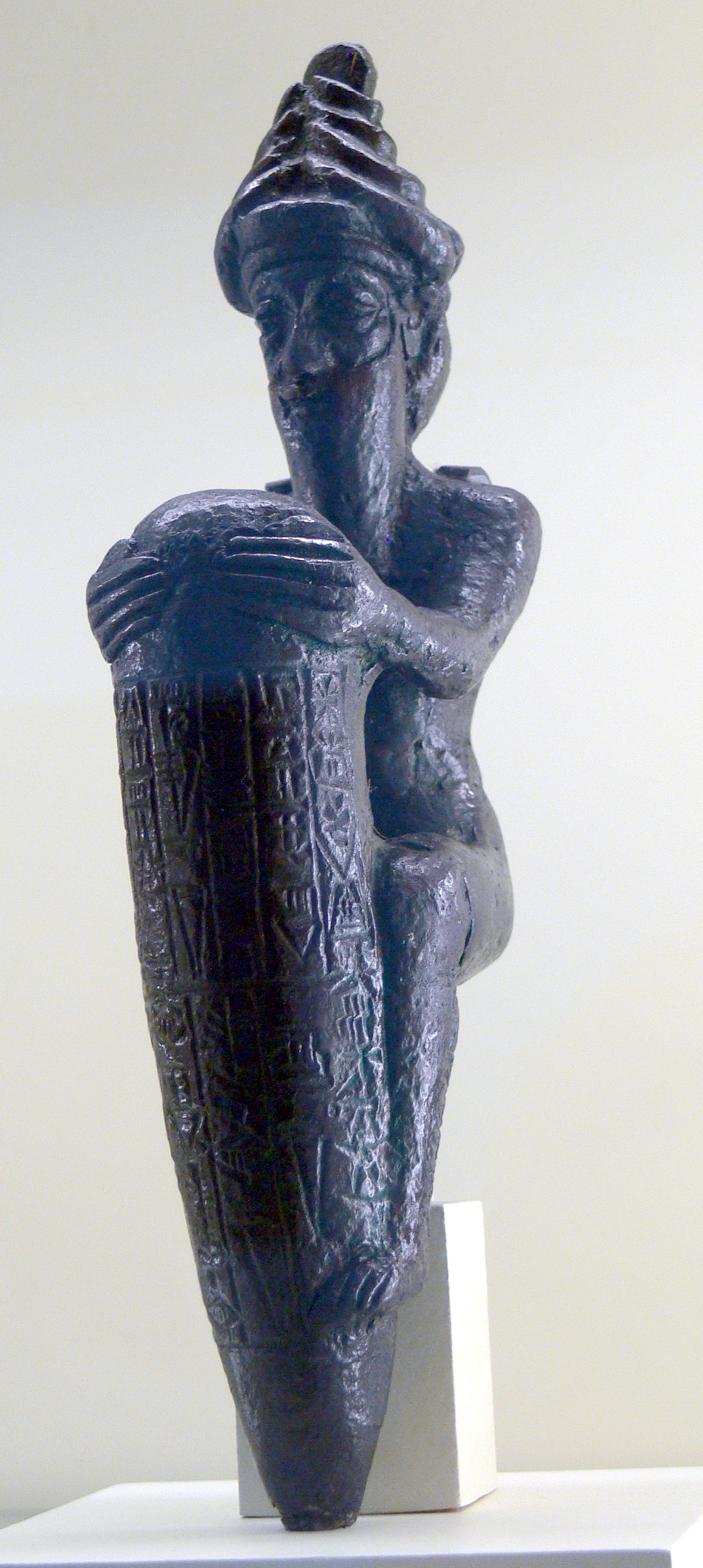
Gründungsfigur eines knienden Gottes, der einen Nagel hält (22. Jhdt. v. Chr.), mit Weiheinschrift des Gudea

- Ur-ningirsu (2121 bis 2118 v. Chr.)
- Pirig-me (2117 bis 2115 v. Chr.)
- Ur-gar (2014 v. Chr.)
- Nam-mahazi (2013 bis 2011 v. Chr.)

### König von Ur
- Ur-Nammu (2112–2095 v. Chr., auch 2119 bis 2103 v. Chr.)
- Šulgi (2103 bis 2046 v. Chr.)

### Könige von Uruk
- Ur-nigin (2153 bis 2147 v. Chr.)
- Ur-gigir (2146 bis 2141 v. Chr.)
- Lugal-melam
- Kudda
- Pulur-ili
- Ur-utu
- Utuḫengal (2119–2112 v. Chr.)

### Statthalter von Mari (šakkanakku)
- Išme-Dagan (2199 bis 2154 v. Chr.)
- Nur-Mer (2153 bis 2148 v. Chr.)
- Ištub-Ilum (2147 bis 2136 v. Chr.)
- Išgum-Addu (2135 bis 2127 v. Chr.)
- Apil-Kin (2126 bis 2091 v. Chr.)

### Sonstige
- Vermutete Lebenszeit des Buddha Dipamkara

## Archäologische Kulturen

### Kulturen in Nordafrika
- Ägypten:
  - Altes Reich:
    - 6. Dynastie (2345/2318 bis 2216/2180 v. Chr.)

  - Erste Zwischenzeit (2216 bis 2025 v. Chr.)
    - 7. Dynastie (2181/2180 bis 2173/2170 v. Chr.)
    - 8. Dynastie (2173/2170 bis 2160 v. Chr.)
    - 9. Dynastie (2160 bis 2040 v. Chr.)
    - 10. Dynastie (2130 bis v. Chr.) in Herakleopolis
    - 11. Dynastie (2160 bis 1994 v. Chr., auch 2077 bis 1938 v. Chr.) in Theben
- Nubien:
  - C-Gruppe (2150 bis 1540 v. Chr.) in Unternubien

### Kulturen in Mesopotamien und im Nahen Osten
- Mesopotamien:

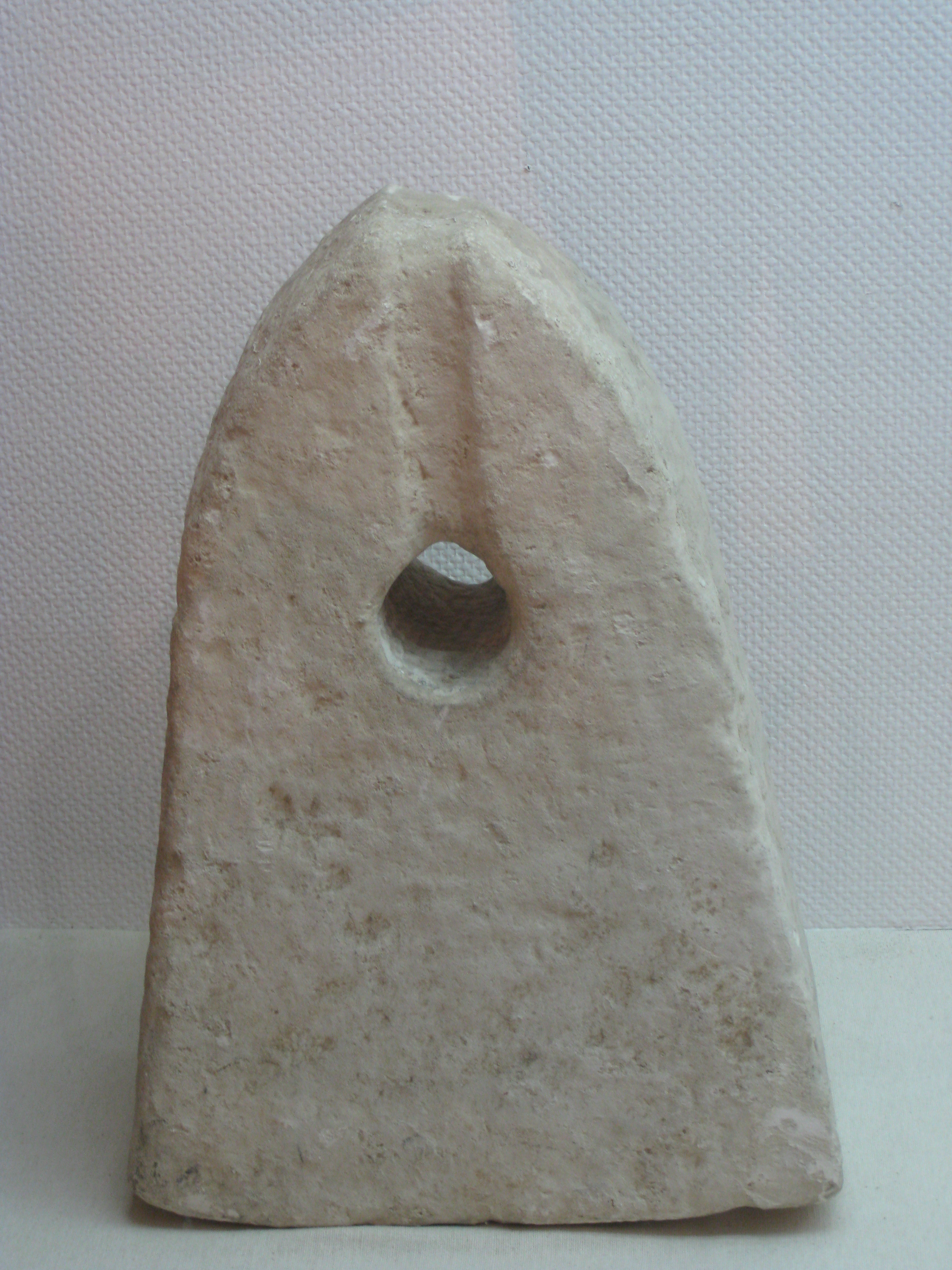
Steinanker aus der Kanaaniterzeit, 22. bis 20. Jahrhundert v. Chr.

  - Akkadzeit (2340/2316 bis 2193 v. Chr.)
  - Gutäerherrschaft (Eindringen um ca. 2190 v. Chr., Herrschaft ab ca. 2150 bis 2116 v. Chr.)
  - Ur-III-Zeit (2112 bis 2004 v. Chr.)
  - Könige in:
    - Assyrien (um 2150 v. Chr.)
    - Lagaš  (2164 bis 2124 v. Chr.)
    - Uruk (2119 bis 2112 v. Chr.)
- Iran:
  - Dschiroft-Kultur (4000 bis 1000 v. Chr.)
  - Schahr-e Suchte IV (2300 bis 2100 v. Chr.)
  - Elam: Altelamische Zeit (2700 bis 1600 v. Chr.)
  - Susa IV B (2400 bis 2100 v. Chr.)
- Syrien:
  - Tell Brak (6000 bis 1360 v. Chr.)
  - Tall Leilan (5000 bis 1726 v. Chr.) – Phase IIa, IIb3 und IIb2
  - Tell Chuera (5000 bis 1200 v. Chr.)
  - Tell Hamoukar (4500 bis 2000 v. Chr.)
  - Mari (2900 bis 1759 v. Chr.)
- Türkei:
  - Mahmatlar (2300 bis 2000 v. Chr.)
  - Troja:
    - Troja III (2550 bis 2100 v. Chr.)
- Bahrain:
  - Dilmun-Kultur (3000 bis 600 v. Chr.)
- Oman und Vereinigte Arabische Emirate:
  - Umm-an-Nar-Kultur (2700/2600 bis 2000 v. Chr.)

### Kulturen in Ostasien
- China:

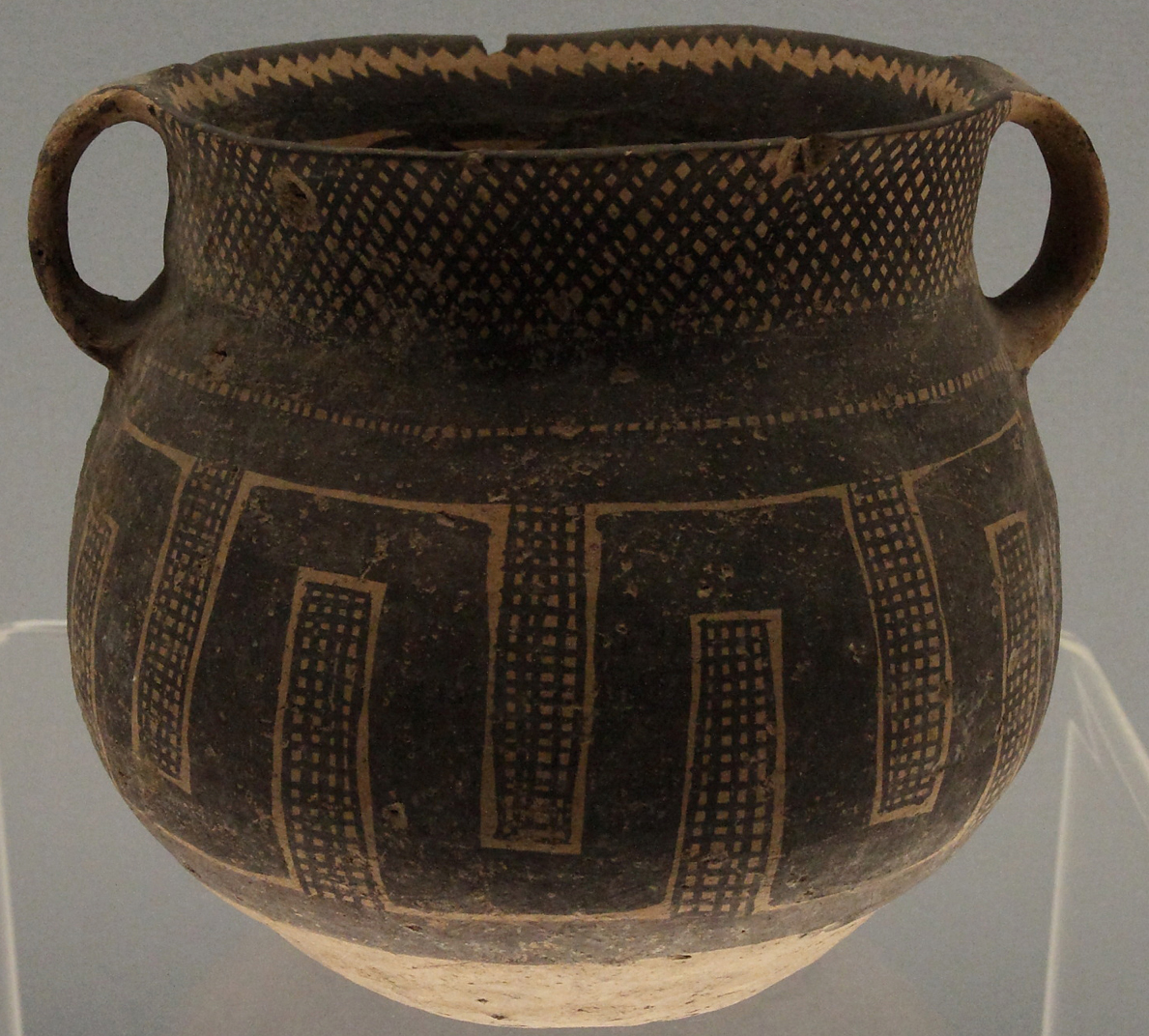
Bemalter Krug des Machang-Typs Majiayao-Kultur, 2200 bis 2000 v. Chr.

  - Yangshao-Kultur (5000 bis 2000 v. Chr.), Zentral- und Nordchina
  - Yingpu-Kultur (3500 bis 2000 v. Chr.) in Taiwan
  - Longshan-Kultur (3200 bis 1850 v. Chr.) am mittleren und unteren Gelben Fluss
  - Karuo-Kultur (3200 bis 2000 v. Chr.) in China und Tibet
  - Majiayao-Kultur (3000 bis 2000 v. Chr.) am oberen Gelben Fluss
  - Xiaoheyan-Kultur (3000 bis 2000 v. Chr.) in der Inneren Mongolei
  - Tanshishan-Kultur (3000 bis 2000 v. Chr.) in Fujian
  - Shijiahe-Kultur (2600 bis 2000 v. Chr.) am mittleren Jangtsekiang
  - Banshan-Machang-Kultur (2500 bis 2000 v. Chr.) am oberen Gelben Fluss
  - Baodun-Kultur (2500 bis 1700 v. Chr.) in Sichuan
  - Keshengzhuang-II-Kultur (2300 bis 2000 v. Chr.)
  - Xia-Dynastie (2200 bis 1800 v. Chr.)
- Korea:
  - Mittlere Jeulmon-Zeit (3500 bis 2000 v. Chr.)
  - Go-Joseon (2333 bis 108 v. Chr.)
- Japan:
  - Mittlere Jōmon-Zeit – Jōmon IV (3000 bis 2000 v. Chr.)
- Vietnam:
  - Đa-Bút-Kultur (4000 bis 1700 v. Chr.)
  - Hồng-Bàng-Dynastie (2879 bis 258 v. Chr.)

### Kulturen in Südasien
- Industal:
  - Indus-Kultur: Harappa-Phase
    - Harappa 3C (2200 bis 1900 v. Chr.)
- Belutschistan:
  - Kulli-Kultur (2500 bis 1900 v. Chr.)

### Kulturen in Zentralasien
- Turkmenistan und Afghanistan:

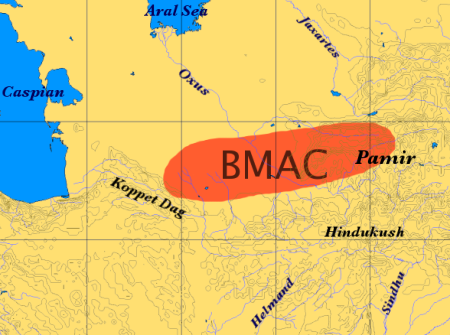
Gebiet der Oasenkultur

  - Oasenkultur (2200 bis 1700 v. Chr.)

### Kulturen in Europa
- Nordeuropa:
  - Bootaxtkultur (4200 bis 2000 v. Chr.) in Skandinavien und im Baltikum
- Nordosteuropa:
  - Grübchenkeramische Kultur (4200 bis 2000 v. Chr. – Radiokarbonmethode: 5600 bis 2300 v. Chr.) in Norwegen, Schweden, Baltikum, Russland und Ukraine
  - Rzucewo-Kultur (5300 bis 1750 v. Chr.) im Baltikum und in Polen
  - Narva-Kultur (5300 bis 1750 v. Chr.) in Estland, Lettland und Litauen
- Osteuropa:
  - Kura-Araxes-Kultur (3500/3000 bis 2000/1900 v. Chr.) im Kaukasus
  - Ausklingen der Poltavka-Kultur (2700 bis 2100 v. Chr.) an der mittleren Wolga
  - Potapovka-Kultur (2500 bis 2000 v. Chr.) an der mittleren Wolga
  - Katakombengrab-Kultur (2500 bis 2000 v. Chr.) in Russland und in der Ukraine
  - Abaschewo-Kultur (2500 bis 1800 v. Chr.) in Nordrussland
- Südosteuropa:
  - Griechenland:
    - Griechisches Festland, Frühhelladische Phase FH III (2200 bis 2000 v. Chr.)
    - Kykladenkultur (3200 bis 1100 v. Chr.), Frühkykladische Phase FK III (2200 bis 2000 v. Chr.)
      - Kastri-Kultur (2400 bis 2100 v. Chr.) auf den Kykladen, Euböa, Attika und in Böotien
      - Phylakopi-Kultur – Phylakopi I (2300 bis 2000 v. Chr.) auf Milos

  - Kreta:
    - Frühminoische Vorpalastzeit FM III (2200 bis 2000 v. Chr.)

  - Zypern:
    - Philia-Kultur (2500 bis 2000 v. Chr.)
- Mitteleuropa:
  - Vlaardingen-Kultur (3350 bis 1950 v. Chr.) in den Niederlanden
  - Die Schönfelder Kultur (2900 bis 2100 v. Chr.) in Deutschland und Tschechien erreicht ihr Ende
  - Verschwinden der Glockenbecherkultur (2600 bis 2200 v. Chr. in Mittel-, West- und Südeuropa); sie überdauert jedoch in Großbritannien noch bis 1800 v. Chr.
  - Aunjetitzer Kultur (2300 bis 1550 v. Chr.) in Deutschland, Tschechien, Slowakei und in Österreich
- Westeuropa:
  - Kultur der Grooved Ware in Großbritannien und Irland (3400 bis 2000 v. Chr.)
  - Seine-Oise-Marne-Kultur (3100 bis 2000 v. Chr.) in Nordfrankreich und Belgien
  - Peu-Richard-Kultur (2850 bis 2150 v. Chr.) im zentralen Westfrankreich – Endstufe Peu-Richard Final
  - Artenac-Kultur (2500 bis 2000 v. Chr.) in West- und Südwestfrankreich
  - Megalithkulturen:
    - Frankreich (4700 bis 2000 v. Chr.)
    - Iberische Halbinsel (4000 bis 2000 v. Chr.): Spanien und Portugal
      - Los Millares (3200 bis 1800 v. Chr.)
      - Vila Nova de São Pedro (2700 bis 1300 v. Chr.)

    - Britische Inseln (ab 3800 v. Chr.)
      - Stonehenge:
        - Stonehenge IV (2280 bis 1930 v. Chr.)

    - Malta: Nekropole von Tarxien (2500 bis 1500 v. Chr.)

### Kulturen in Amerika
- Grönland:
  - Independence-I-Kultur (2400/2300 bis 1000 v. Chr.)
  - Saqqaq-Kultur (2400 bis 900 v. Chr.)
- Nord- und Zentralamerika:
  - Archaische Periode. Errichtung von Mounds in den östlichen Waldgebieten ab 4000 v. Chr.
- Südamerika:
  - Chinchorro-Kultur (7020 bis 1500 v. Chr.) in Nordchile und Südperu
  - Valdivia-Kultur (3950 bis 1750 v. Chr.) in Ecuador
  - Norte-Chico-Kultur (3500 bis 1800 v. Chr.) in Peru mit
    - Caral (ab 3000 v. Chr.), Präkeramikum IV – VI

  - San-Agustín-Kultur (3300 v. Chr. bis 1550 n. Chr.)  in Kolumbien